# Rozpočet obce
Rozpočet obce je rozpočet, který sestavuje obec na rozpočtové období neboli kalendářní rok. Sestavuje také rozpočtový výhled, který je dle zákona o rozpočtových pravidlech pomocným nástrojem územního samosprávného celku. Sestavuje se na 2 až 5 let na základě uzavřených smluvních vztahů a přijatých závazků.
Při zpracování rozpočtu obce se vychází z rozpočtového výhledu, který zahrnuje základní informace nejen o příjmech a výdajích, ale i informace o dlouhodobých závazcích a pohledávkách a finančních zdrojích. Rozpočet se zpravidla sestavuje jako vyrovnaný, ale je možné jej schválit i jako přebytkový nebo schodkový.
Přebytkový může být schválen za situace, kdy jsou některé příjmy daného roku určeny k využití až v následujících letech, nebo pokud jsou určeny ke splácení jistiny úvěrů z předchozích let. Rozpočet může být schválen jako schodkový jen v případě, že schodek bude možno uhradit finančními prostředky z minulých let, nebo smluvně zabezpečenou půjčkou, úvěrem, návratnou finanční výpomocí nebo příjmem z prodeje komunálních dluhopisů územního samosprávného celku.

## Struktura územního rozpočtu
Detailní třídění příjmů a výdajů upravuje rozpočtová skladba, která umožňuje v rámci rozpočtu dělit územní rozpočet na běžný a kapitálový.
Běžný rozpočet
Je bilance běžných příjmů a výdajů, které se vztahují k danému roku, z nichž se většina pravidelně každoročně opakuje. Vztahují se k jednomu rozpočtovému roku a slouží k financování běžných (neinvestičních) potřeb. Běžný rozpočet by měl být sestavován jako vyrovnaný (příjmy se rovnají výdajům), respektive přebytkový (příjmy převyšují výdaje)
Kapitálový rozpočet
Kapitálové příjmy a výdaje jsou obvykle jednorázové a neopakují se. Slouží k financování investičních potřeb, které přesahují období jednoho rozpočtového roku.
Kapitálový rozpočet může být:
- vyrovnaný – jestliže kapitálové příjmy se rovnají kapitálovým výdajům,
- deficitní – jestliže kapitálové příjmy jsou menší než kapitálové výdaje,
- přebytkový – jestliže jsou kapitálové příjmy větší než kapitálové výdaje.

V praxi však obvykle chybí příjmy na financování investic, a proto se příjmy kapitálového rozpočtu doplňují návratnými příjmy.

## Příjmy rozpočtu
Příjmy rozpočtu se dělí na daňové, nedaňové, kapitálové a přijaté transfery.

### Daňové příjmy
Daňové příjmy, tvořící největší část celkových příjmů, patří mezi nenávratné a běžné příjmy. Tvoří polovinu celkových příjmů. Podle rozpočtového určení daní (dále jen RUD) se v ČR daně dělí podle toho, do jakého veřejného sektoru plynou, na svěřené a sdílné.
Svěřené daně jsou vybírané celostátně, podle zákonů. Obce mohou daňový základ a sazbu daní ovlivnit velmi málo. Neplatí zde přímá kontrola obce, kdy si obec sama rozhoduje o základu daně, sazbě či osvobozeních. Jejich výnos neplyne do státního rozpočtu, ale přímo celý do rozpočtu obcí. Do této kategorie patří daň z nemovitých věcí, daň z příjmu právnických osob za obce.
Daň z nemovitých věcí je určena zákonem č. 338/1992 Sb., o dani z nemovitých věcí. Zákon určuje daň z pozemků a daň ze staveb a jednotek.  Sazba daně je dána koeficientem, který záleží na počtu obyvatel v obci. Obce mohou v obecně závazné vyhlášce koeficient zvýšit o jednu kategorii nebo snížit o tři kategorie.
Sdílené daně tvoří větší část daňových příjmů. Jsou stanoveny zákonem jako podíl na celostátně vybíraných daních. Tento podíl poté opět plyne do rozpočtu obce. Podíl se lze určit podle počtu obyvatel či podle počtu vybíraných daní. Obce nemají možnost ovlivnit tyto daně. Mezi daně sdílené patří daň z přidané hodnoty a daně z příjmů.
Daň z přidané hodnoty (dále jen DPH) je zakotvena v zákoně č.235/2004 Sb., o dani z přidané hodnoty. Zákon vymezuje sazbu daně pro zboží a služby, které jsou předmětem daně. Zákon určuje tři sazby daně, a to základní sazbu, první sníženou sazbu a druhou sníženou sazbu. Základní sazba pro roky 2011 a 2012 byla ve výši 20 %, od roku 2013 21 %. První snížená sazba byla zákonem určena pro rok 2011 10 %, rok 2012 14 % a od roku 2013 15 %. Druhá snížená sazba byla zavedena až v roce 2015, a to 10 %.
Zákon č. 586/1992 Sb., o daních z příjmů, rozděluje daně z příjmů na daň z příjmů fyzických osob (dále jen DPFO) a daň z příjmů právnických osob (dále jen DPPO). Zákon vymezuje položky, které jsou předmětem DPFO, a jsou jimi příjmy ze závislé činnosti, příjmy ze samostatné činnosti, příjmy z kapitálového majetku, příjmy z nájmu a ostatní příjmy. Sazba DPFO je 15 %, a od roku 2013 zákon stanovil solidární zvýšení daně o 7 %. Předmětem DPPO jsou příjmy z veškeré činnosti a z nakládání s majetkem. Sazba DPPO činí 19 %.
Místní poplatky jsou určeny zákonem č. 565/1990 Sb., o místních poplatcích. Místními poplatky mohou být např.:
·        poplatek ze psa,
·        poplatek za užívání veřejného prostranství,
·        poplatek ze vstupného,
·        poplatek z ubytovacích kapacit.
Obec může vybírat poplatek ze psa. Poplatek ze psa platí držitel psa. Poplatek se platí ze psů, kteří jsou starší než 3 měsíce. Od poplatků ze psů jsou osvobozeny osoby nevidomé, bezmocné a osoby s těžkým zdravotním postižením. Ze zákona je daný poplatek ze psa až 1 500 Kč za rok, a u každého druhého psa se poplatek může zvýšit o 50 %. Poplatek ze vstupného se vybírá za kulturní, sportovní, prodejní a reklamní akce. Sazba poplatku může podle zákona č. 565/1990 Sb. činit až 20 % částky. Posledním poplatkem, který město podle zákona č. 565/1990 Sb., vybírá, je poplatek z ubytovacích kapacit. Sazba poplatku činí až 6 Kč za jedno lůžko na den. Správní poplatky jsou určeny zákonem č. 634/2004 Sb., o správních poplatcích. Správní poplatky náleží obci za vykonané správní úkony. Součástí zákona je sazebník, který určuje sazby za jednotlivé správní úkony, jako jsou nahlédnutí do matriky, ověření podpisu nebo vydání stejnopisu.

### Nedaňové příjmy
Druhou skupinu příjmů tvoří nedaňové příjmy. Na rozdíl od daňových příjmů jsou nedaňové příjmy ovlivnitelné obcemi. Zahrnují především příjmy z vlastní činnosti a odvody přebytků organizací s přímým vztahem, přijaté sankční platby a vratky transferů, příjmy z prodeje nekapitálového majetku a přijaté splátky půjčených prostředků.
Mezi příjmy z vlastní činnosti patří příjmy z vlastní činnosti za zpoplatněné veřejné služby (příjem z reklam) a příjmy, které souvisí s užíváním majetku, dále odvody přebytků organizací s přímým vztahem, příjmy z pronájmu majetků a výnosy z finančního majetku.
Přijeté sankční platby a vratky transferů jsou příjmy, které obec dostane v důsledku zpožděné platby nebo vypořádání transferů z minulých let.
Položka příjmy z prodeje nekapitálového majetku obsahuje příjmy z prodeje krátkodobého a drobného dlouhodobého majetku a ostatní nedaňové příjmy z využívání výhradních práv a přírodních zdrojů (neinvestiční dary, pojistné náhrady).
Poslední položkou jsou přijaté splátky půjčených prostředků. Mezi tuto položku patří splátky půjčených prostředků z účelu rozpočtové politiky. Patří mezi ně finanční výpomoci, půjčky a ceny vlastních dluhopisů. Splátky mohou být od podnikatelských subjektů, od obecně prospěšných společností, od veřejných rozpočtů atd.

### Kapitálové příjmy
Mezi kapitálové příjmy patří příjmy z prodeje dlouhodobého majetku, a to jak hmotného, nehmotného, tak i finančního. Obsahují dary na pořízení dlouhodobého majetku, příjmy z prodeje pozemků, nemovitostí, z akcií, dluhopisů apod.

### Přijaté transfery
Velkým problémem hospodaření územních celků je nedostatek finančních prostředků. Obce nezvládají hradit jejich veřejné výdaje pouze z veřejných příjmů, které samy získají. Proto jsou částečně závislý na přijatých transferech, které dostávají ze státního rozpočtu, mimorozpočtových fondů nebo vyšších stupňů samospráv. Dotace a transfery jsou formou solidarity. Stát se snaží udržet určitý standard, proto dochází k rozdělování dotací.
Transfery se dělí na investiční a neinvestiční.
Investiční transfery bývají vázány podmínkou, které se s ní pojí. Když se nevyužijí, vrací se do rozpočtu, ze kterého je získaly. Transfery lze financovat běžné i kapitálové potřeby.
Mezi financování běžných potřeb patří:
·        na základě přenesené odpovědnosti zvýšení kvality veřejných statků (školství),
·        zajištění standardní úrovně veřejných statků,
·        externality.
Účelové kapitálové transfery jsou určené na investice. Jsou nepravidelné a neopakující se. Kapitálové účelové transfery jsou stanoveny na:
·        financovaní investiční stavby (výstavba škol),
·        financování investic (silniční komunikace),
·        realizace a financování záměrů.
Neúčelové transfery naopak nejsou vázány žádným účelem. Obce se mohou rozhodnout, co s nimi udělají, do čeho je investují. Stát tím tak přenáší na obce větší odpovědnost za jejich rozhodnutí, i když rozhodnutí se může stát neefektivní. Je tedy pouze na obcích, zda se je rozhodnou použít na investiční činnost (kapitálové transfery) nebo běžnou činnost (běžné transfery).